# Ashley Bratcher
Ashley Bratcher (Carolina del Norte, 1987) es una actriz y activista provida estadounidense. Como actriz, con frecuencia protagoniza películas cristianas, y es conocida por su interpretación de la activista contra el aborto Abby Johnson en la película Unplanned (2019). 

## Primeros años
Bratcher nació en Carolina del Norte. Creció viviendo en una casa móvil y considera a Georgia como su estado natal. Bratcher comenzó a actuar en el teatro a los 16 años y asistió a la Universidad de Campbell, donde se graduó con honores. Trabajó brevemente como maestra de secundaria antes de convertirse en actriz de tiempo completo.

## Carrera
Después de actuar en varios cortometrajes y papeles menores, Bratcher actuó en 2015 como la protagonista femenina de la película de romance cristiana Princess Cut. Ella continuó actuando en varias otras películas cristianas, como War Room y 90 Minutes in Heaven. En 2018, fue escogida para el papel principal de Unplanned, un drama sobre la vida de Abby Johnson, una exdirectora de Planned Parenthood que se convirtió en activista contra el aborto. Después de enterarse del testimonio de Johnson, Bratcher se conmovió profundamente y rápidamente aceptó el papel. Otros la desanimaron de trabajar con la película por temor a que fuera incluida en una lista negra, pero Bratcher aceptó rápidamente el papel diciendo que «valía la pena». El elenco y el equipo la felicitaron por su compromiso con el papel, y Johnson felicitó a Bratcher por retratarla con precisión.

## Vida personal

### Familia y fe
El 23 de abril de 2010, Bratcher se casó con su novio de la secundaria, David Bratcher, después de siete años de noviazgo. Tienen un hijo juntos, un niño. La familia reside en Georgia. Según Bratcher, su hijo fue el resultado de un embarazo no deseado y ella y su familia se vieron obligados a depender de Medicaid para sobrevivir. También informó de sentimientos iniciales de vergüenza asociados con su embarazo, pero ahora atribuye el nacimiento de su hijo por hacerla una mejor persona y por profundizar su devoción al cristianismo.

### Esfuerzos contra el aborto
Poco antes del lanzamiento de Unplanned, Bratcher le dijo a los medios que su madre, que quedó embarazada de ella a los 19 años, había empeñado una reliquia familiar para cubrir el costo de un aborto, pero finalmente cambió de opinión, lo que resultó en el nacimiento de Bratcher.
Desde el lanzamiento de Unplanned, ha hablado en centros de crisis de embarazo en todo el país. También expresó su apoyo a la Ley de Igualdad de Equidad de los Niños Vivos (LIFE) (Georgia HB481), un esfuerzo legislativo que prohibiría el aborto después de seis semanas de embarazo.

### Aficiones
Bratcher es una practicante competitiva de jiu-jitsu brasileño, que ella ve como una vía de crecimiento personal.

## Filmografía selecta
- Safe Haven (2013) (no acreditada)
- Are You Here (2013) (no acreditada)
- Princess Cut (2015)
- War Room (2015)
- 90 Minutes in Heaven (2015)
- Unplanned (2019)